# Alan Jones

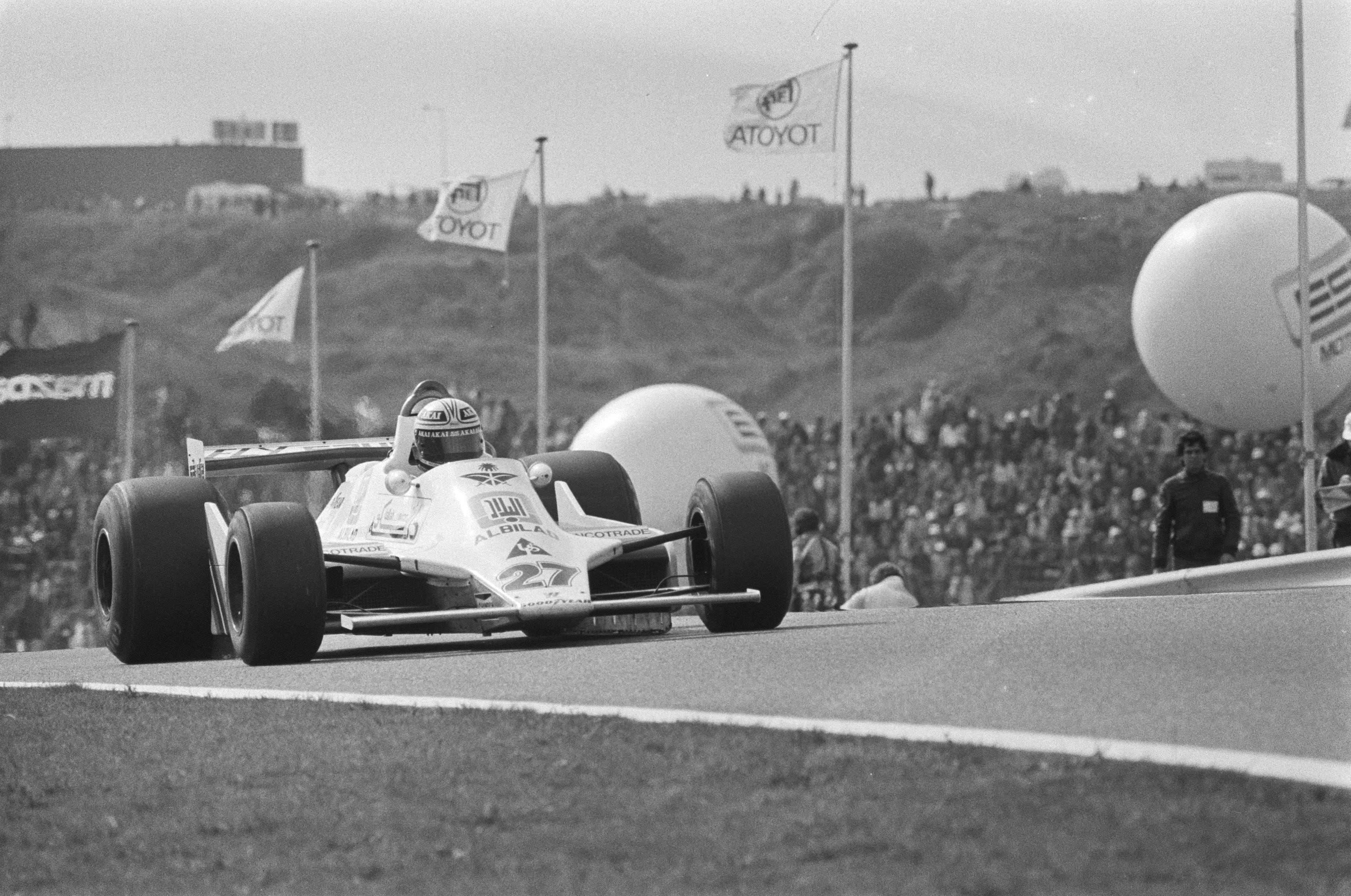
Jones en el Gran Premio de los Países Bajos de 1979.

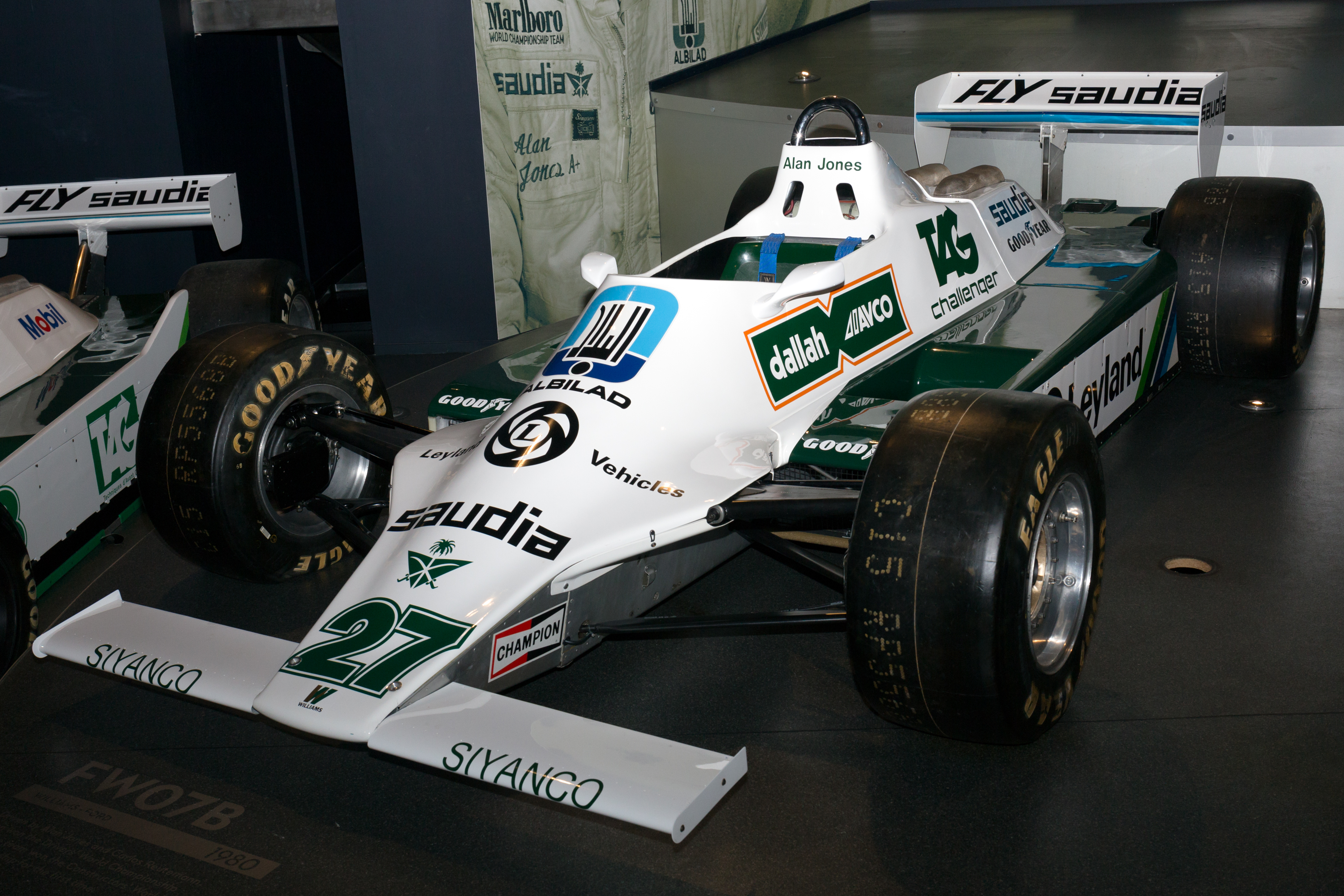
Williams FW07B con el que obtendría el campeonato 1980.

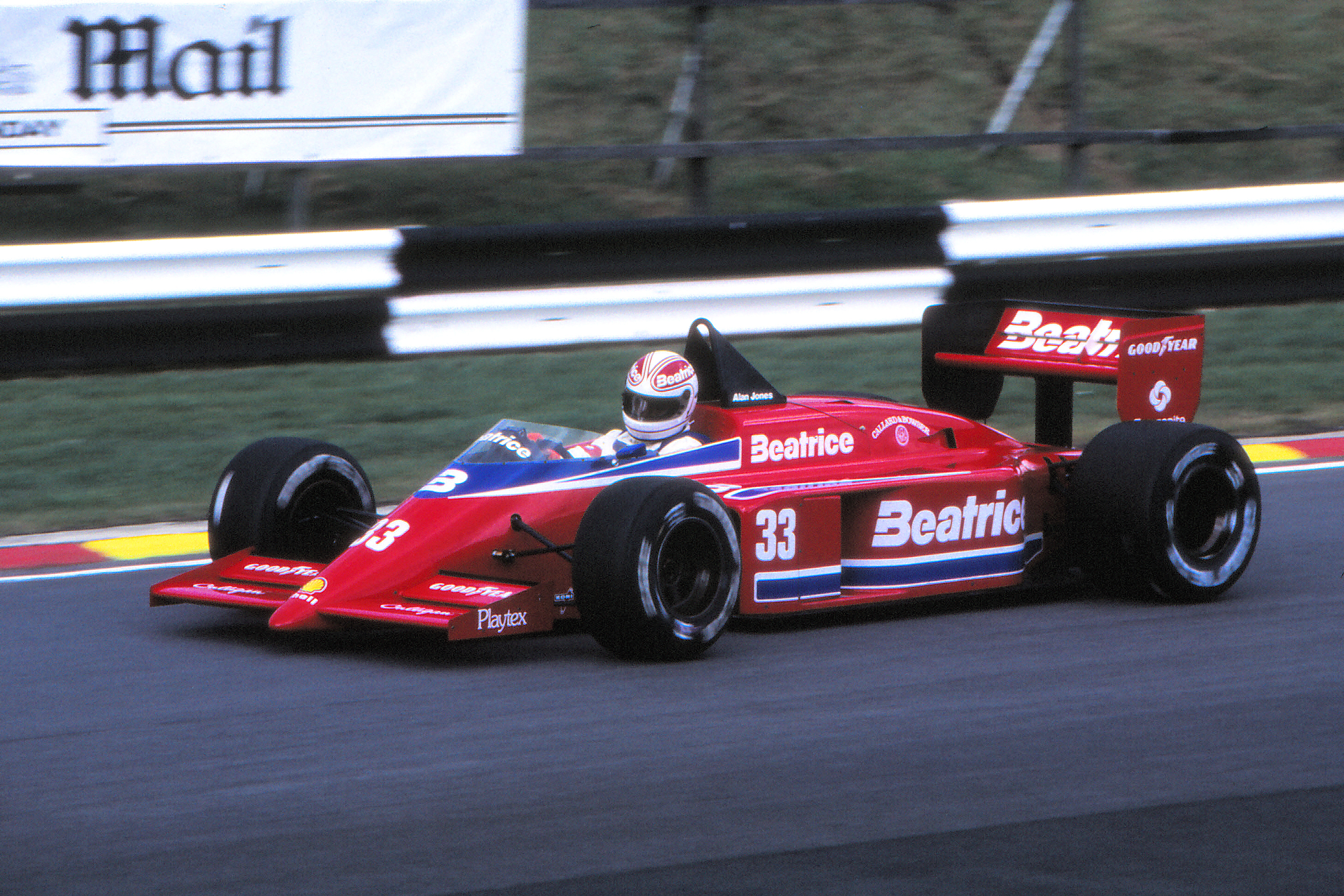
Jones en el Gran Premio de Europa de 1985.

Alan Stanley Jones (Melbourne, Australia; 2 de noviembre de 1946) es un ex piloto de automovilismo australiano. Tuvo una sólida carrera en Fórmula 1 a fines de los años 1970 y principios de los 1980, logrando 12 victorias y 24 podios. Se destacó especialmente con el equipo Williams, con el que resultó campeón en 1980 y tercero en 1979 y 1981. Fue el primer piloto en ganar un campeonato de Fórmula 1 para Williams.

## Carrera

### Inicios
Alan es hijo de Stan Jones, un conocido corredor australiano y de joven siempre quiso seguir los pasos de su padre. En 1976, Alan partió hacia Europa para hacerse fama de corredor, pero inicialmente no tuvo mucho éxito. Le llevó 6 años lograr buenos resultados en un coche de Fórmula 3.
En 1974, logró un contrato en la Fórmula Atlántic, y el dueño de su equipo Harry Stiller le consiguió una oportunidad en la temporada siguiente de F1, ya que había comprado un auto de carreras perteneciente al equipo Hesketh.

### Fórmula 1
Luego de cuatro carreras en la F1, el equipo decidió no permanecer en la categoría debido a que Stiller se mudó al extranjero, pero Alan si continuó ya que fue contratado como piloto suplente de Rolf Stommelen del equipo de Graham Hill.
Alan logró su primer empleo de corredor principal en 1976, en el equipo de John Surtees. El auto de Jones fue conocido principalmente por el controvertido patrocinio de Durex, pero él logró obtener buenos resultados, como la cuarta posición en el Gran Premio de Japón. Surtress lo despidió a fin de año, por peleas internas, y Jones se fue a correr a Estados Unidos, pero pronto fue llamado por el equipo Shadow como reemplazo de Tom Pryce, quien había fallecido en un accidente en el Gran Premio de Sudáfrica. Alan aprovechó esta oportunidad y logró su primera victoria en Österreichring, terminando séptimo en el campeonato.
Jones fue notado por Frank Williams, quien estaba en proceso de reconstruir su equipo de la F1. Williams Grand Prix había luchado ferozmente por lograr un éxito y Jones estaba decidido a darles la primera victoria. Inicialmente no logró mucho, solo destacando el segundo lugar en Watkins Glen, pero en 1979 logró poner a su equipo en el mapa, ganando cuatro carreras consecutivas, cerca del final del campeonato. Jones terminó la temporada tercero y prosiguió en 1980 con una excelente campaña.
En 1980 obtuvo 4 victorias y tenía un vehículo capaz de llegar al podio, alcanzándolo 10 veces a lo largo del año. Al terminar la temporada, Jones le llevaba a Nelson Piquet una ventaja de 13 puntos en la tabla de posiciones, y se convertía en el primer campeón australiano desde Jack Brabham. Tenía grandes oportunidades de repetir la hazaña al año siguiente, pero una relación muy competitiva con el piloto Carlos Reutemann llevó a una rivalidad muy intensa que probablemente les costó a ambos corredores el campeonato de ese año. Jones terminó tercero a 4 puntos de Piquet y a 3 de Reutemann.
Después de esa temporada, Jones anunció su retiro, cerrando su carrera con una victoria en Las Vegas, pero volvió del retiro para una sola carrera con el equipo Arrows en 1983. Dos años más tarde, Team Haas (USA) Ltd. fue creado, y Jones fue contratado como primer piloto. Corrió la temporada completa en 1986 (su primera en 5 años), pero al no lograr una campaña exitosa, dejó completamente la Fórmula 1

### Últimos años
Se dedicó a correr en el Campeonato Australiano de Turismos (ATCC) y también ha sido comentarista de televisión.
Desde entonces, Jones ha estado involucrado en la versión Australiana de la Fórmula A1, participando como director de equipo.
Quiso correr en el Grand Prix Masters en Kyalami en noviembre de 2005, pero tuvo que declinar por problemas de cuello. Planeó regresar al certamen en 2006.

## Resultados

### Fórmula 1
(Clave) (negrita indica pole position) (cursiva indica vuelta rápida)

| Año         | Escudería                        | 1       | 2       | 3       | 4       | 5       | 6       | 7       | 8       | 9       | 10      | 11      | 12      | 13      | 14      | 15      | 16      | 17    | Pos. | Puntos  |
| ----------- | -------------------------------- | ------- | ------- | ------- | ------- | ------- | ------- | ------- | ------- | ------- | ------- | ------- | ------- | ------- | ------- | ------- | ------- | ----- | ---- | ------- |
| 1975        | Custom Made Harry Stiller Racing | ARG     | BRA     | RSA     | ESP Ret | MON Ret | BEL Ret | SWE 11  |         |         |         |         |         |         |         |         |         |       | 17.º | 2       |
| 1975        | Embassy Racing With Graham Hill  |         |         |         |         |         |         |         | NED 13  | FRA 16  | GBR 10  | GER 5   | AUT     | ITA     | USA     |         |         |       | 17.º | 2       |
| 1976        | Durex Team Surtees               | BRA     | RSA     | USW Ret | ESP 9   | BEL 5   | MON Ret | SWE 13  | FRA Ret | GBR 5   | GER 10  | AUT Ret | NED 8   | ITA 12  | CAN 16  | USA 8   | JPN 4   |       | 15.º | 7       |
| 1977        | Shadow Racing Team               | ARG     | BRA     | RSA     | USW Ret | ESP Ret | MON 6   | BEL 5   | SWE 17  | FRA Ret | GBR 7   | GER Ret | AUT 1   | NED Ret | ITA 3   | USA Ret | CAN 4   | JPN 4 | 7.º  | 22      |
| 1978        | Williams Grand Prix Engineering  | ARG Ret | BRA 11  | RSA 4   | USW 7   | MON Ret | BEL 10  | ESP 8   | SWE Ret | FRA 5   | GBR Ret | GER Ret | AUT Ret | NED Ret | ITA 13  | USA 2   | CAN 9   |       | 11.º | 11      |
| 1979        | Albilad-Saudia Racing Team       | ARG 9   | BRA Ret | RSA Ret | USW 3   | ESP Ret | BEL Ret | MON Ret | FRA 4   | GBR Ret | GER 1   | AUT 1   | NED 1   | ITA 9   | CAN 1   | USA Ret |         |       | 3.º  | 40 (43) |
| 1980        | Albilad-Saudia Racing Team       | ARG 1   | BRA 3   | RSA Ret | USW Ret | BEL 2   | MON Ret | FRA 1   | GBR 1   | GER 3   | AUT 2   | NED 11  | ITA 2   | CAN 1   | USA 1   |         |         |       | 1.º  | 67 (71) |
| 1981        | TAG Williams Racing Team         | USW 1   | BRA 2   | ARG 4   | SMR 12  | BEL Ret | MON 2   | ESP 7   | FRA 17  | GBR Ret | GER 11  | AUT 4   | NED 3   | ITA 2   | CAN Ret | LVG 1   |         |       | 3.º  | 46      |
| 1983        | Arrows Racing Team               | BRA     | USW Ret | FRA     | SMR     | MON     | BEL     | USE     | CAN     | GBR     | GER     | AUT     | NED     | ITA     | EUR     | RSA     |         |       | 21.º | 0       |
| 1985        | Team Haas (USA) Ltd.             | BRA     | POR     | SMR     | MON     | CAN     | USE     | FRA     | GBR     | GER     | AUT     | NED     | ITA Ret | BEL     | EUR Ret | RSA DNS | AUS Ret |       | 23.º | 0       |
| 1986        | Team Haas (USA) Ltd.             | BRA Ret | ESP Ret | SMR Ret | MON Ret | BEL 11  | CAN 10  | USE Ret | FRA Ret | GBR Ret | GER 9   | HUN Ret | AUT 4   | ITA 6   | POR Ret | MEX Ret | AUS Ret |       | 12.º | 4       |
| Referencia: |                                  |         |         |         |         |         |         |         |         |         |         |         |         |         |         |         |         |       |      |         |

| Predecesor: Jody Scheckter | Campeón de Fórmula 1 1980 | Sucesor: Nelson Piquet |